# Johannes Linthorst Homan (1758-1847)
Johannes Linthorst Homan (Vries, 22 mei 1758 – aldaar, 22 juni 1847) was een Nederlandse jurist en politicus.

## Familie
Johannes Linthorst Homan, lid van de familie Homan, was een zoon van mr. Johannes Homan (1727-1804), schulte van Norg en Vries, en Johanna van Rikkenga (ca. 1727-1808). Hij trouwde op 2 juni 1793 te Vries met Trijntje Emmen (1770-1843), dochter van Anthony Emmen en Jantje Tijmens. Uit dit huwelijk werden drie zoons en een dochter geboren. Burgemeester Johannes Linthorst Homan (1825-1876) en commissaris van de Koningin Johannes Linthorst Homan (1844-1926) waren kleinzonen van hem.

## Loopbaan
Homan studeerde Romeins en hedendaags recht aan de Groninger Hogeschool en promoveerde in 1779 op zijn dissertatie De favore reorum in quibusdam causis. Hij vervulde diverse bestuurlijke functies en was onder meer ontvanger van de collaterale successies en vrijwillige verkopingen in de landschap Drenthe (1790-1791), raadsheer en landschrijver van het Hof van Justitie (1791-1795), lid van het Hof te Kampen en schulte van Vries (1795-1802) en procureur-generaal van de Loffelijke Etstoel van Drenthe (1802-1805), het hoogste rechtscollege van Drenthe.
Homan werd verkozen tot lid van de Tweede Nationale Vergadering (1797-1798). Na de staatsgreep van 22 januari 1798 door Herman Willem Daendels weigerde hij de eed af te leggen en verliet hij de Nationale Vergadering. In 1814 werd hij afgevaardigd naar de Vergadering van Notabelen. Van 1814 tot 1842 was hij lid van de Provinciale Staten en Gedeputeerde Staten van Drenthe.
Homan werd benoemd tot ridder in de Koninklijke Orde van de Welfen (1824) en ridder in de Orde van de Nederlandse Leeuw (1837). Hij overleed in 1847, op 89-jarige leeftijd.
- Biografisch Portaal: 00782694
- Parlement.com: vg09llv4irzu